# Phaeomegaceros hirticalyx
Phaeomegaceros hirticalyx är en bladmossart som först beskrevs av Franz Stephani, och fick sitt nu gällande namn av R.J.Duff, J.C.Villarreal, Cargill et Renzaglia. Phaeomegaceros hirticalyx ingår i släktet Phaeomegaceros och familjen Dendrocerotaceae. Inga underarter finns listade i Catalogue of Life.